# Моримото, Сакаэ
Сакаэ Моримото (яп. 森本 さかえ, род. 20 января 1977, Тэнри, Нара) — японская хоккеистка (хоккей на траве), нападающий. Участница летних Олимпийских игр 2004 и 2008 годов, чемпионка Азии 2007 года, серебряный призёр летних Азиатских игр 2006 года, бронзовый призёр летних Азиатских игр 2002 года.

## Биография
Сакаэ Моримото родилась 20 мая 1977 года в японском городе Тэнри.
Начала заниматься хоккеем на траве, учась в средней школе Тэнри. Впоследствии училась в университете Тэнри, выступала за его команду. После окончания вуза играла за «Голдвин», в составе которого выигрывала чемпионат Японии. В 2005 году играла в Испании.
В 2004 году вошла в состав женской сборной Японии по хоккею на траве на летних Олимпийских играх в Афинах, занявшей 8-е место. Играла на позиции нападающего, провела 6 матчей, забила 1 мяч в ворота сборной Испании.
В том же году вошла в десятку лучших хоккеисток мира.
В 2007 году завоевала золотую медаль чемпионата Азии в Гонконге. Забила 4 мяча.
В 2008 году вошла в состав женской сборной Японии по хоккею на траве на летних Олимпийских играх в Пекине, занявшей 10-е место. Играла на позиции нападающего, провела 6 матчей, забила 1 мяч в ворота сборной Новой Зеландии.
Дважды выигрывала медали хоккейных турниров летних Азиатских игр: серебро в 2006 году в Дохе, бронзу в 2002 году в Пусане.
В марте 2009 года завершила игровую карьеру. В апреле поступила на работу в школу Тэнри, где стала работать учителем и директором хоккейного клуба.